# Optische as (kristallografie)
Bij een een kristal met een dubbele breking bepaalt de optische as de wijze waarop licht door het kristal wordt gebroken. De meeste kristallen zijn optisch anisotroop, dat wil zeggen dat zij dubbele breking vertonen. In dergelijke kristallen hangt de brekingsindex van de polarisatie en de invalsrichting van het licht af. De optische as, vaak de {\displaystyle c}-as genoemd, is de richting waarin elke polarisatiecomponent van het licht dezelfde brekingsindex ondervindt.
Eenassige kristallen hebben één optische as, die in de richting van de unicale brekingsindex loopt. Tweeassige kristallen hebben twee optische assen. Deze liggen liggen in het vlak dat door de vectoren van de kleinste en de grootste van de drie hoofdbrekingsindices, de hoofdbrekingsassen, wordt opgespannen. Een van deze assen is het spiegelbeeld van de andere ten opzichte van een van de beide hoofdbrekingsassen. Licht gaat door een eenassig kristal langs de optische as net zo als door een isotroop kristal. Licht dat door een kristal met een tweeassig kristal breekt in meer componenten. Het licht langs de optische as splitst zich voor polarisatiecomponenten in de richting van de middelste van de drie hoofdbrekingsassen in gewoon licht en voor alle overige polarisatiecomponenten in licht met een andere richting. Het is voor het licht met een andere richting zo, dat vanwege de gelijke brekingsindices voor alle polarisatiecomponenten alle polarisatierichtingen equivalent zijn en het licht zich verder niet opsplitst. In plaats daarvan ontstaat er conische breking. Voor niet-gepolariseerd licht betekent dit dat er een stralenkegel ontstaat waarbij de optische as in de kegelmantel ligt.
Het gaat hier om de optische assen in een kristal. Bekender zijn de optische assen uit de optica.

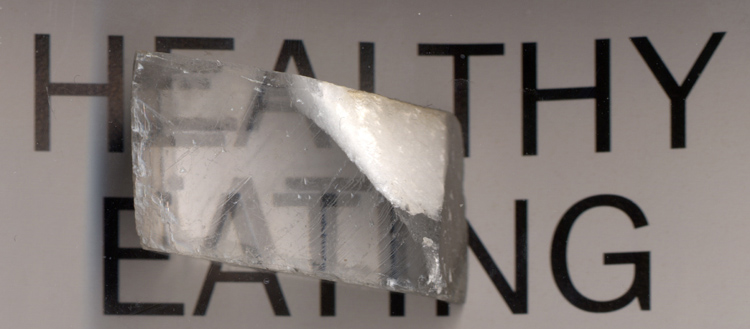
Calcietkristal van 2,5 cm breed. De foto is niet met een camera gemaakt, maar met een flatbedscanner.